# Gina Miller

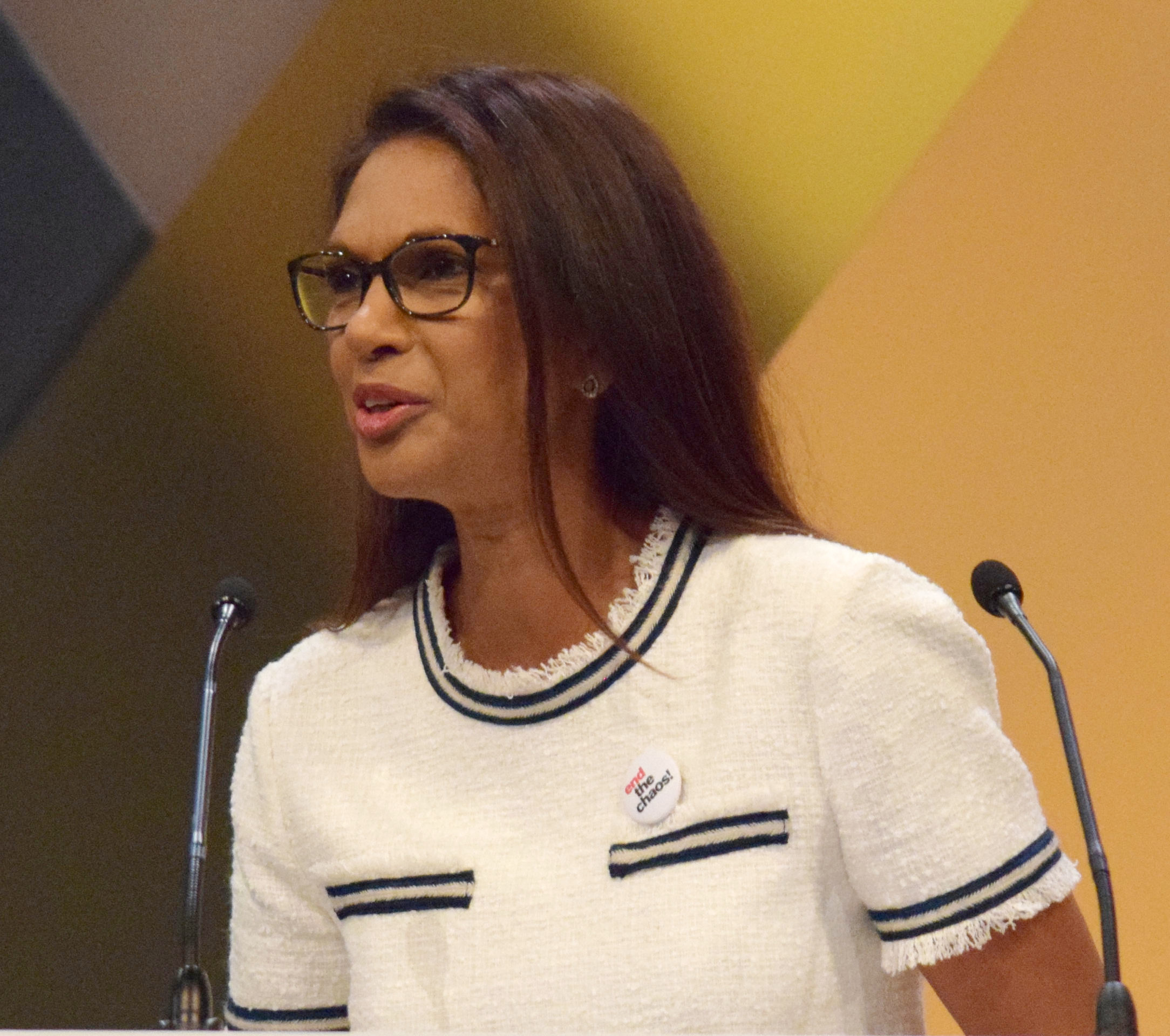
Gina Miller, 2018

Gina Miller (* 19. April 1965 in Guyana als Gina Nadira Singh) ist eine britische Fondsmanagerin und politische Aktivistin. Bekannt wurde sie 2016, als sie in einer Klage vor dem Oberen Zivilgericht Großbritanniens durchsetzte, dass das britische Parlament in stärkerem Ausmaß in die Brexit-Verhandlungen einbezogen wird. Im September 2019 klagte sie erfolgreich vor dem Supreme Court gegen die fünfwöchige Beurlaubung des britischen Parlaments durch Premierminister Boris Johnson. Die einstimmige und deutliche Entscheidung der Richter schrieb britische Rechtsgeschichte.

## Leben
Miller ist die Tochter von Savitri und Doodnauth Singh, eines Oberstaatsanwalts aus Guyana, der ursprünglich aus Indien stammte. Sie kam mit zehn Jahren auf ein Internat in Südengland (Moira House, Eastbourne) und studierte an der Universität London Jura bis zum Bachelor-Abschluss und anschließend Betriebswirtschaft (Marketing, Personalwesen). Zeitweise, nachdem ihre Eltern die Internatsgebühren nicht mehr aufbringen konnten, arbeitete sie neben dem Schulbesuch als Hotelangestellte, war während des Studiums zeitweise Model und später selbstständig. Sie heiratete, zog vorübergehend nach dem Abbruch ihres Jurastudiums nach Bristol (wo sie mit ihrem Mann eine Photoagentur für Immobilien betrieb) und bekam mit 20 Jahren ihr erstes Kind. In zweiter Ehe heiratete sie einen Banker, von dem sie sich später scheiden ließ.
Sie gründete 2009 mit ihrem dritten Mann Alan Miller die Vermögensverwaltungsgesellschaft SCM Private, die sich auf Exchange-traded funds (ETF) spezialisiert. In der Londoner City ist sie bekannt durch Kampagnen (True and Fair, seit 2012), die zum Unwillen vieler Fondsmanager auf die hohen versteckten Gebühren vieler Investmentfonds aufmerksam machten und für mehr Transparenz eintraten. Das verschaffte ihr in City-Kreisen den Spitznamen Schwarze Witwe. Außerdem war sie als Spendensammlerin aktiv, zum Beispiel für das Royal Hospital Chelsea. Ihre True and Fair Foundation gründete sie als Miller Philanthropy 2009.
Im November 2016 gewann sie eine Klage vor dem Oberen Zivilgericht, indem sie die Rechtmäßigkeit des Vorgehens der konservativen Premierministerin Theresa May erfolgreich anfocht, den durch eine Volksabstimmung gestützten Brexit allein in eigener Machtvollkommenheit (durch ihre königliche Legitimation als Premier) zu betreiben ohne Abstimmung mit und ohne mehrheitliche Zustimmung im Parlament. Wesentliche Rechte britischer Bürger wären betroffen und dies machte nach Ansicht von Klägern und Gericht die Verabschiedung eines Gesetzes und eine Zustimmung im Parlament erforderlich (in dem vor der Volksabstimmung die Brexit-Gegner die Mehrheit hatten). Das Vorgehen der Premierministerin, ohne formale Zustimmung des Parlaments den Brexit auszulösen, hätte nach Ansicht der Kläger auch einen unerwünschten Präzedenzfall geschaffen, der die Macht der Exekutive zu stark zu Lasten der Legislative ausgebaut hätte und an der Grenze zur Diktatur wäre.
Aufgrund ihrer Klage wurde sie unter anderem in sozialen Netzen bedroht (bis hin zu Todesdrohungen, nach denen sie ständigen Polizeischutz erhielt) und war Einschüchterungen ausgesetzt, die auch einige ihrer Mitstreiter dazu brachten, sich in der öffentlichen Diskussion zurückzuziehen. Ursprünglich führte sie mit dem ursprünglich aus Brasilien stammenden Londoner Friseur Deir Dos Santos und der People’s Challenge Group des in Südfrankreich lebenden IT-Beraters Grahame Pigney die Klage, die durch Crowdfunding finanziert wurde. Als verbliebene Hauptklägerin finanzierte Miller den Rechtsstreit zuletzt zum großen Teil selbst.
In Interviews betonte Gina Miller außerdem, dass ihre Kampagne weniger gegen den Brexit an sich sei (über den die Entscheidung schon gefallen sei), sondern dessen Form. Die Regierung kündigte eine Revision vor dem Supreme Court of the United Kingdom an. Die Kläger wurden durch die Kanzlei Mishcon de Reya vertreten. Am 24. Januar 2017 wurde durch ein Urteil des Supreme Court die Entscheidung des Obersten Gerichtshofs bestätigt und ist damit rechtskräftig.
Im September 2019 klagte sie vor dem Supreme Court gegen die fünfwöchige Beurlaubung des britischen Parlaments kurz vor dem Brexit, nachdem ihre Klage zuvor vor den englischen High Court mit dem Argument abgewiesen worden war, dass dies eine politische Entscheidung sei. Das oberste schottische Gericht urteilte dagegen, dass die Beurlaubung unrechtmäßig gewesen sei. Die elf Richter des Supreme Court entschieden am 24. September einstimmig, dass die Beurlaubung gegen das Gesetz verstieße. Die Argumente der Regierung von Boris Johnson wurden in jedem Punkt zurückgewiesen. Das Urteil war eine schwere Niederlage für den Premierminister und gilt als grundsätzliches Urteil für das Verhältnis von Regierung und Parlament. Unterstützt wurde Gina Miller bei der Klage vom ehemaligen Premier John Major und vertreten wurde die Klage vom Anwalt David Pannick.
Gina Miller lebt in dritter Ehe mit ihrem Mann Alan Miller, der 1997 als einer der ersten Hedge-Fund-Manager in der Londoner City startete, weshalb er dort auch den Spitznamen Mr. Hedge Fund hat, und der bis 2006 ein Vermögen von 30 Millionen Pfund in der Londoner City aufgebaut hatte. Das aktuelle Portfolio des Funds von Gina Miller beträgt rund 100 Millionen Pfund (2016). Sie hat eine behinderte Tochter aus erster Ehe und zwei Kinder mit ihrem dritten Ehemann.
2018 veröffentlichte sie ihre Autobiographie (Rise: Life Lessons in Speaking Out, Canongate).